# Dotkomlufi

A NASDAQ amerikai tőzsdeindex 2000. március 10-én érte el története legmagasabb záróértékét, 5048,62 pontot, majd alig több mint két év alatt 1500 pont alá süllyedt.

A dotkomlufi a kizárólag az interneten zajló üzletágban ismert fogalom, az ilyen üzleti lehetőségek „kipukkanására” utal. Az angol dotcom kifejezés az internetes üzleti oldalak .com végződésére utal.
Ez egy tőzsdei buborék volt, amelyet az internethez kapcsolódó vállalatok túlzott spekulációja okozott az 1990-es évek végén, az internet használatának és elfogadásának hatalmas növekedésének időszakában
1995. és a 2000. márciusi csúcspontja között a Nasdaq Composite tőzsdeindex 400%-kal emelkedett, hogy aztán 2002 októberére 78%-kal csökkenjen a csúcshoz képest, feladva a buborék alatt elért összes nyereségét. A dot-com összeomlás során számos online vásárló cég, mint például a Pets.com, a Webvan és a Boo.com, valamint számos kommunikációs cég, mint például a Worldcom, a NorthPoint Communications és a Global Crossing csődbe ment és bezárt. Néhány túlélő cég, mint például az Amazon.com, piaci kapitalizációjának nagy részét elvesztette, a Cisco Systems is elveszítette részvényértékének 80%-át.
Az üzleti internetes alkalmazások megjelenésével sokan azt remélték, hogy gyorsan és kevés befektetéssel mesés vagyonra tesznek szert. A dotkomlufi kidurranása ezeknek a túlzott ábrándoknak a szertefoszlását jelenti.
Azonban tény, hogy az internet segítségével többen meggazdagodtak, például Mark Shuttleworth dél-afrikai üzletember, a második űrturista, aki internetes szolgáltatások révén lett többszörös dollármilliomos. Shuttleworth az általa 1995-ben alapított és digitális aláírásokra szakosodott Thawte céget 4 éves működés után, 1999 decemberében kb. 575 millió dollárért adta el a VeriSign cégnek.

## Háttér
Történelmileg a dot-com fellendülése hasonlónak tekinthető a múlt számos más technológiai ihletésű fellendüléséhez, mint például a vasút az 1840-es években, az autók a 20. század elején, a rádió az 1920-as években, a televízió az 1940-es években, a tranzisztoros elektronika az 1950-es években, a számítógépes időmegosztás az 1960-as években, valamint a személyi számítógépek és a biotechnológia az 1980-as években.

## Áttekintés
Az alacsony kamatlábak 1998-1999-ben elősegítették az induló vállalkozások számának növekedését. Bár számos ilyen új vállalkozó reális tervekkel és adminisztratív képességekkel rendelkezett, a legtöbbjük nem rendelkezett ezekkel a tulajdonságokkal, de a dot-com koncepció újdonsága miatt el tudták adni ötleteiket a befektetőknek.
2000-ben a dot-com buborék kipukkadt, és sok dot-com startup cég tönkrement, miután felélte kockázati tőkéjét, és nem tudott nyereségessé válni. Sokan mások azonban túlélték és virágoztak a 21. század elején. Sok olyan vállalat, amely online kiskereskedőként indult, felvirágzott és rendkívül nyereségessé vált. A hagyományosabb kiskereskedők az online árusítást jövedelmező kiegészítő bevételi forrásnak találták. Míg néhány online szórakoztató és hírszolgáltató cég elbukott, amikor a kezdőtőke elfogyott, mások kitartottak, és végül gazdaságilag önellátóvá váltak. A hagyományos médiumok (különösen az újságkiadók, a műsorszolgáltatók és a kábelszolgáltatók) szintén hasznos és jövedelmező kiegészítő csatornát találtak a weben a tartalom terjesztésére, valamint a hirdetési bevételek további eszközét. A buborék kipukkanása után életben maradt és végül felvirágzott weboldalak két dologban hasonlítottak: szilárd üzleti tervvel rendelkeztek, és olyan piaci réssel, amely, ha nem is egyedülálló, de különösen jól körülhatárolt és jól kiszolgált volt.